# Souvigné-sur-Sarthe
Souvigné-sur-Sarthe is een gemeente in het Franse departement Sarthe (regio Pays de la Loire) en telt 522 inwoners (1999). De plaats maakt deel uit van het arrondissement La Flèche.

## Geografie
De oppervlakte van Souvigné-sur-Sarthe bedraagt 16,9 km², de bevolkingsdichtheid is 30,9 inwoners per km².
De onderstaande kaart toont de ligging van Souvigné-sur-Sarthe met de belangrijkste infrastructuur en aangrenzende gemeenten.

## Demografie
Onderstaande figuur toont het verloop van het inwonertal (bron: INSEE-tellingen).

1. ↑  Populations de référence 2022.